# Duygu Akşit
Duygu Akşit o Duygu Akşit Oal (Ankara, 4 d'octubre de 1971) va ser una jugadora de tennis turca. Juntament amb Gülberk Gültekin ha guanyat la medalla de bronze, la primera medalla de tennis per a Turquia en els Jocs Mediterranis. Duygu Akşit i Gülberk Gültekin han guanyat aquestes medalles en dobles femení dels Jocs Mediterranis de 1997 a Bari. Duygu Akşit Oal, casada, actualment és l'entrenadora-capitana de la selecció turca femení.